# Englischer Garten

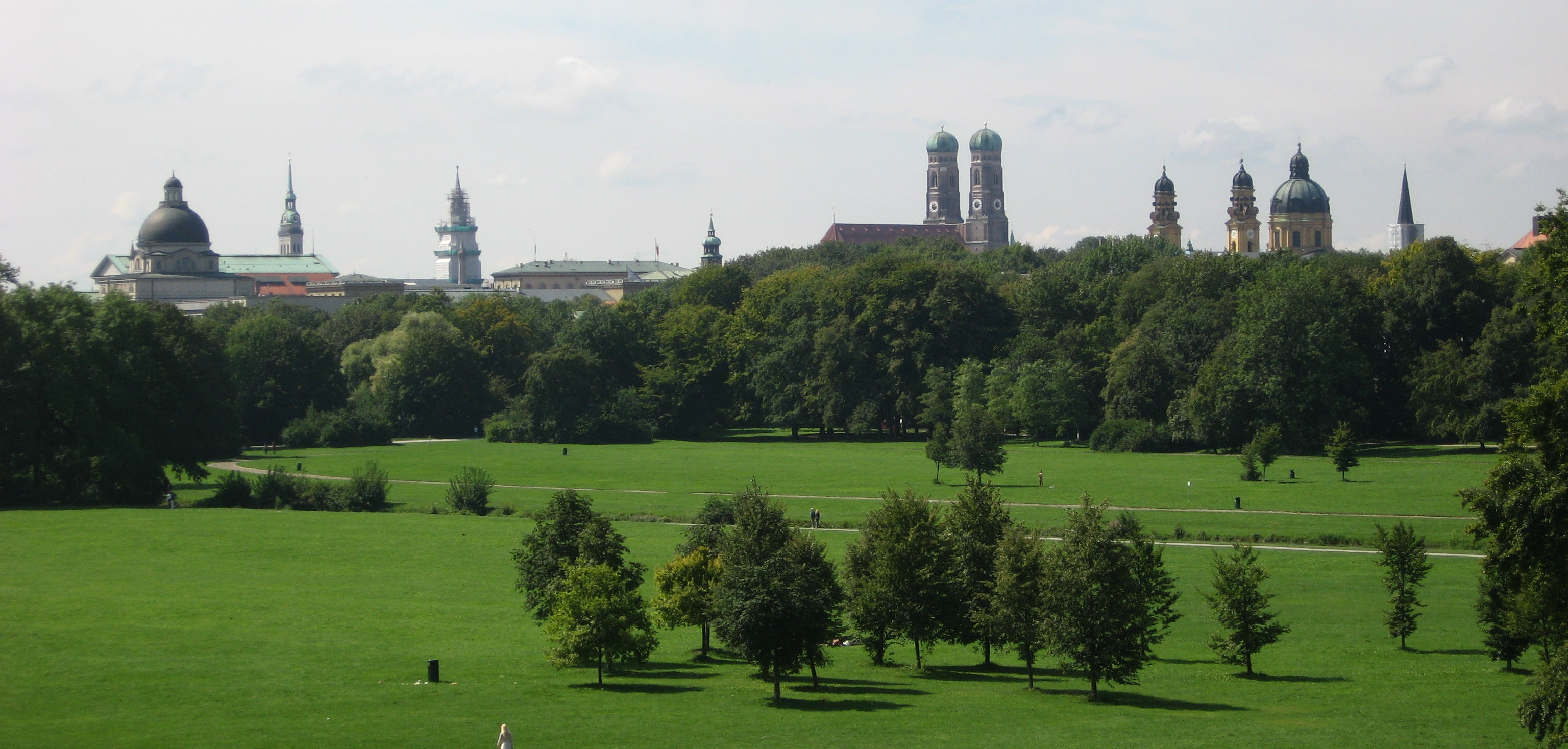
Vue depuis l’Englischer Garten avec notamment la cathédrale Notre-Dame de Munich.

L’Englischer Garten (« le Jardin anglais » en français) est un grand espace vert de près de 375 hectares situé dans la partie nord-est de Munich, dans le quartier de Schwabing.
Parmi les plus grands jardins paysagers du monde, plus vaste notamment que Central Park, l'Englischer Garten, situé au nord du centre-ville, constitue le poumon vert de Munich avec ses grandes étendues de pelouses — fréquentées l'été par les naturistes. Il constitue un des lieux de promenade et de rendez-vous les plus prisés des Munichois comme des touristes. Il contient d'ailleurs quatre Biergarten : Aumeister et Hirschau dans la partie nord du parc, celles de la Tour chinoise et de la « Seehaus » dans la partie sud.

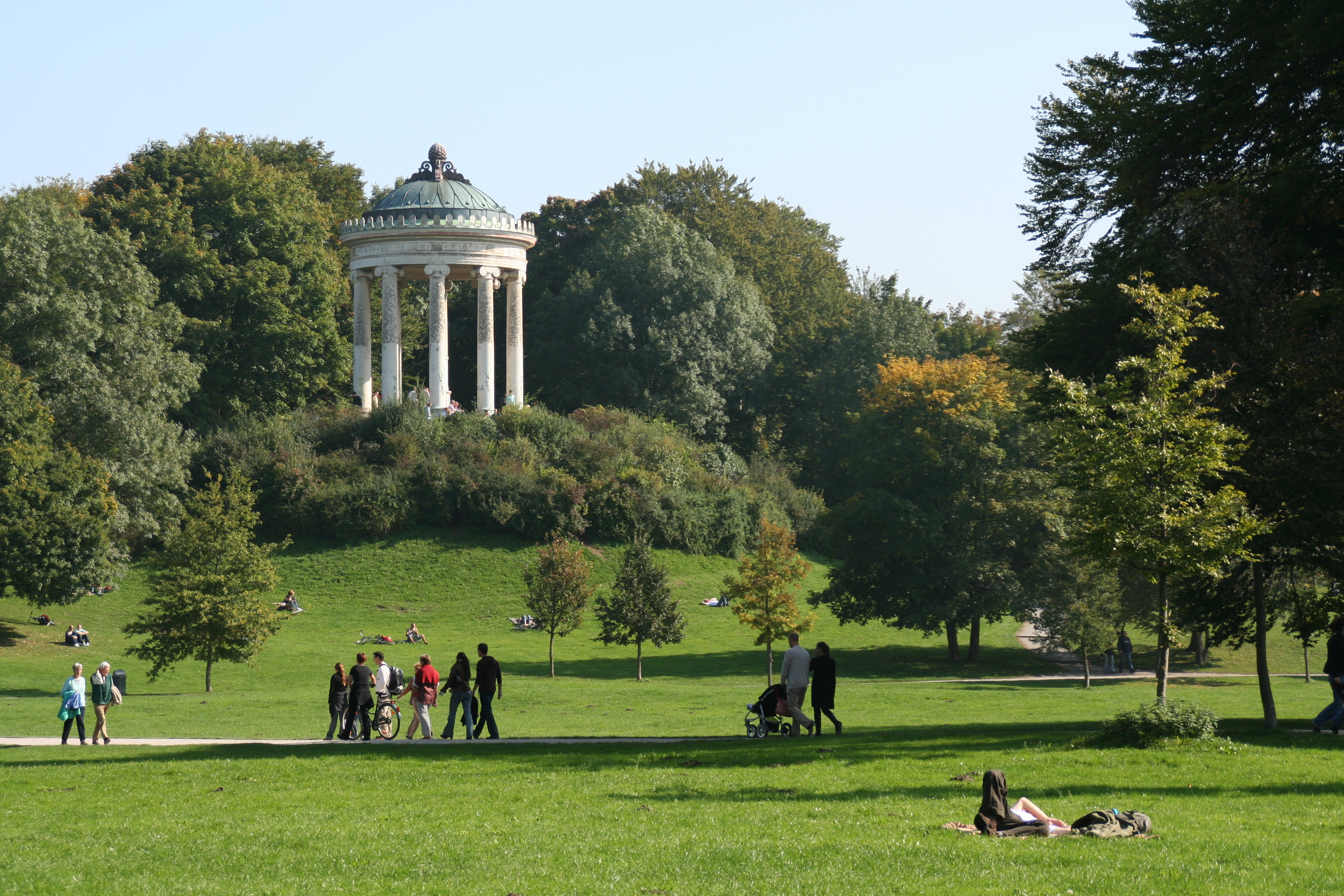
Vue de l'Englischer Garten en direction du Monopteros.

## Histoire

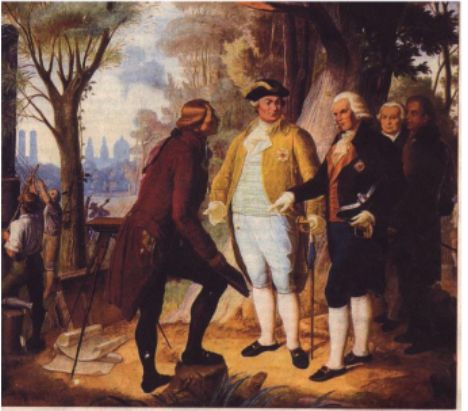
Friedrich Ludwig von Sckell présente à l'électeur Charles-Théodore et à Benjamin Thompson ses plans de l'Englischen Garten.

Le jardin, ouvert au public en 1792, a un plan inspiré du modèle des jardins anglais et fut dessiné par Friedrich Ludwig von Sckell. L’idée revient au physicien américain sir Benjamin Thompson (1753-1814), plus connu sous le nom de « comte Rumford », ministre de la Guerre et réformateur social sous Charles-Théodore, qui suggéra d’abord de faire un jardin militaire puis un jardin public. Son successeur Maximilien IV devint intendant du jardin et influença de manière significative le parc.
L'Englischer Garten est divisé en deux parties par une route, l'Isarring. La partie nord est appelée Hirschau, Hirsche voulant dire cervidés en allemand.
Le 3 septembre 1939, ne supportant pas la déclaration de guerre le jour-même du Royaume-Uni à l'Allemagne nazie, l'une des sœurs Mitford, Unity, proche de Hitler mais citoyenne britannique, y commet une tentative de suicide.

## Points d’intérêt

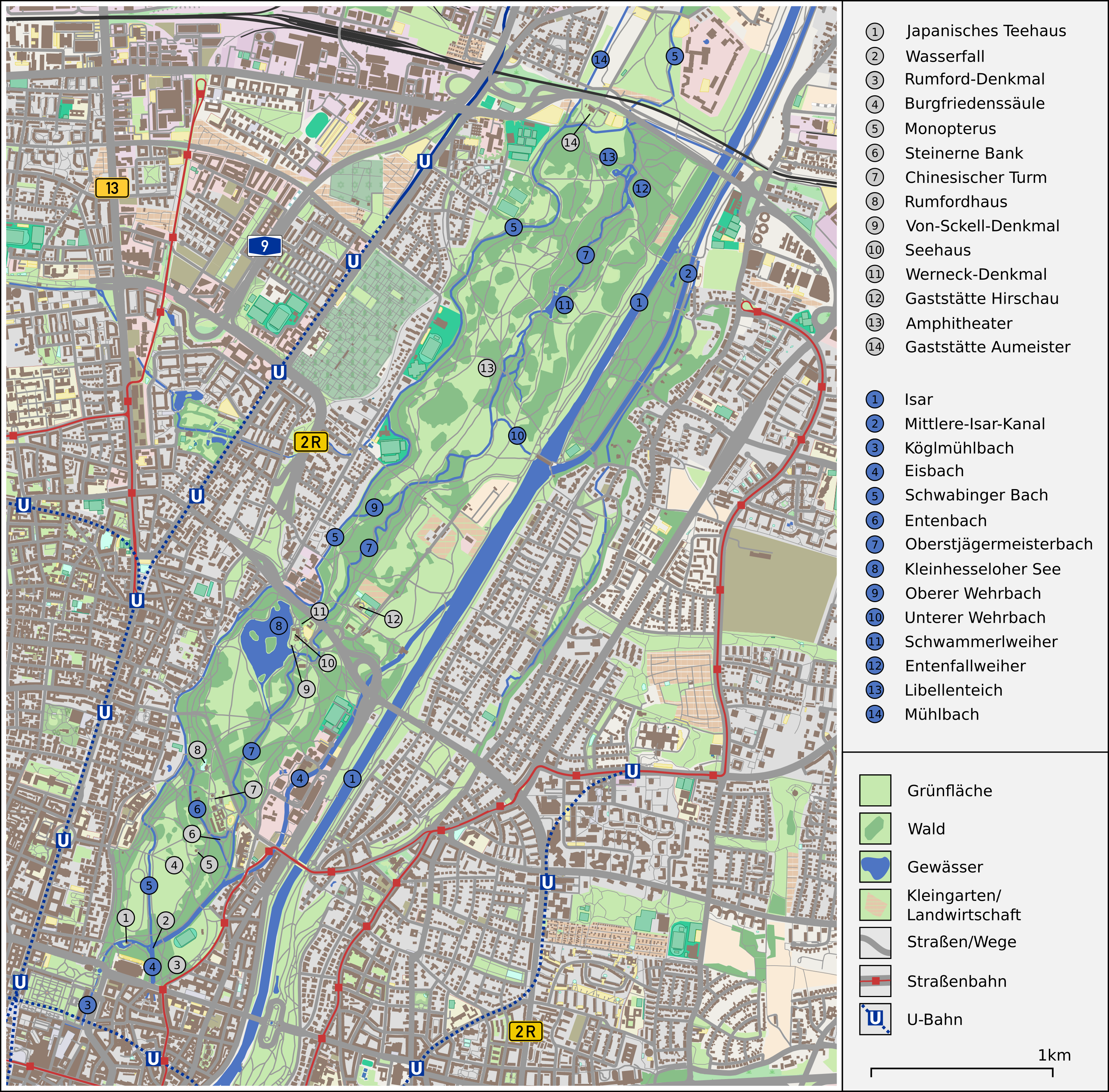
Carte détaillée de l'Englischer Garten

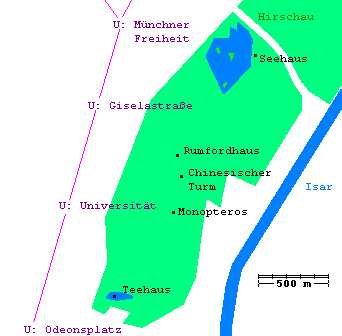
Plan de la partie sud du jardin avec (du nord au sud) le lac Kleinhesseloher, sa Maison du lac (« Seehaus »), la « Rumfordhaus », la Tour chinoise, le « Monopteros », la Maison de thé et, longeant la partie est du jardin, la rivière Isar.

### Le lac Kleinhesseloher («Kleinhesseloher See»)
Le lac Kleinhesseloher (de) est un lac artificiel qui se trouve au niveau de l'Isarring. Il fut creusé en 1803 par Reinhard von Werneck, avec une superficie initiale de 3,5 hectares. Puis ses dimensions furent doublées de 1807 à 1812 par Friedrich Ludwig Sckell. On y trouve aujourd'hui un Biergarten,.

### Ruisseaux
De nombreux ruisseaux courent à travers le jardin. On retiendra le Schwabingbach et l'Eisbach et son pont, sur lequel on peut trouver des surfeurs.

### Maison Rumford

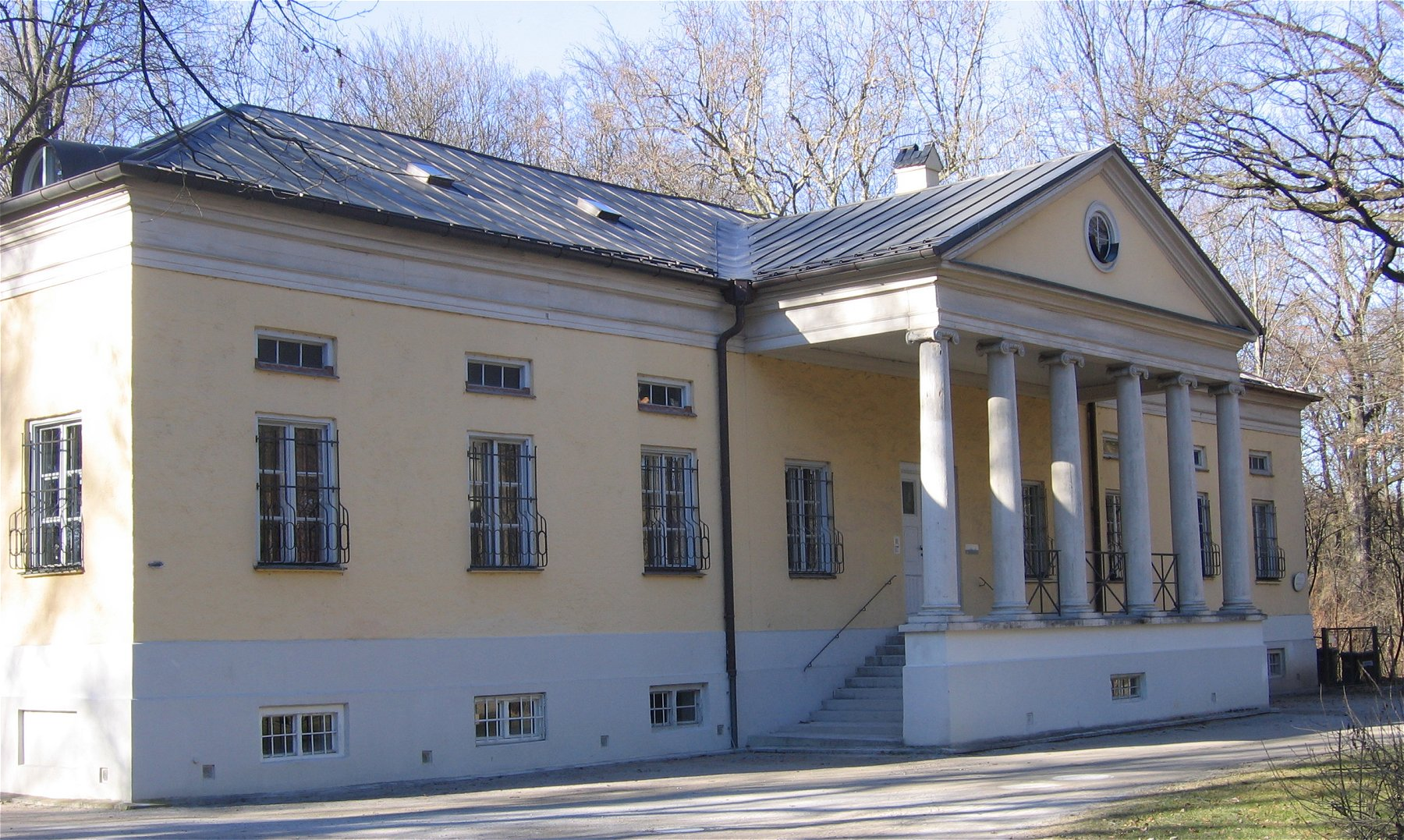
La maison Rumford (« Rumfordhaus »).

La maison Rumford (« Rumfordhaus » en allemand) est un bâtiment dans la partie sud du jardin, qui tire son nom du titre auquel a été promu Benjamin Thompson : comte de Rumford.
Elle a été construite en 1791 d'après des plans de Baptist Lechner. Elle a d'abord servi de cantine d'officiers avant d'être utilisée pour des usages de cour. Ainsi la salle des miroirs permettait de recevoir, lors de somptueux repas, jusqu'à 150 invités.
Après la Seconde Guerre mondiale, le bâtiment en ruines fut restauré. À partir de 1966, il fut utilisé comme maison associative pour la jeunesse. Puis en 1972 il se transforma en école maternelle, tout en conservant sa vocation de point de rencontre pour les jeunes. L'année 1989 vit la mise en place de conférences mettant en avant entre autres l'éducation à l'environnement. Aujourd'hui il est identifié comme étant un lieu de rencontres pour la nature et la culture.

### Tour chinoise

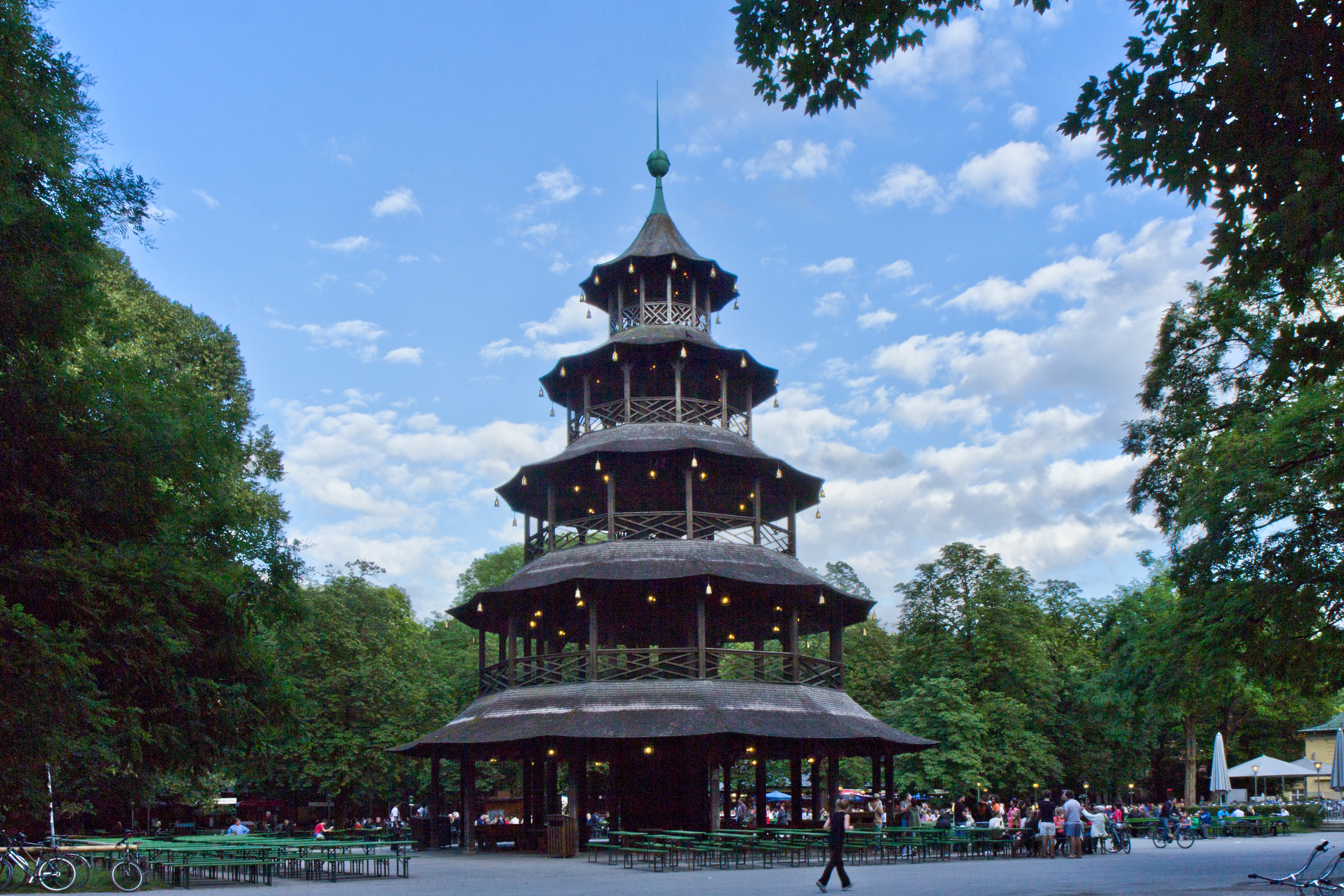
La Tour chinoise (« Chinesischer Turm ») avec sa Biergarten de 7000 places.

La Tour chinoise est une pagode de bois de 25 mètres de hauteur construite en 1789-1790 d'après un plan de Baptist Lechner.
Elle prit pour modèle la grande pagode des jardins botaniques royaux de Kew à Londres.
Elle a brûlé plusieurs fois durant son histoire, le dernier incendie remontant à juillet 1944 après un bombardement aérien. Elle fut reconstruite à l'original en 1952.
La Tour chinoise abrite la seconde Biergarten de Munich en termes de capacité avec 7 000 places assises.

### Monopteros

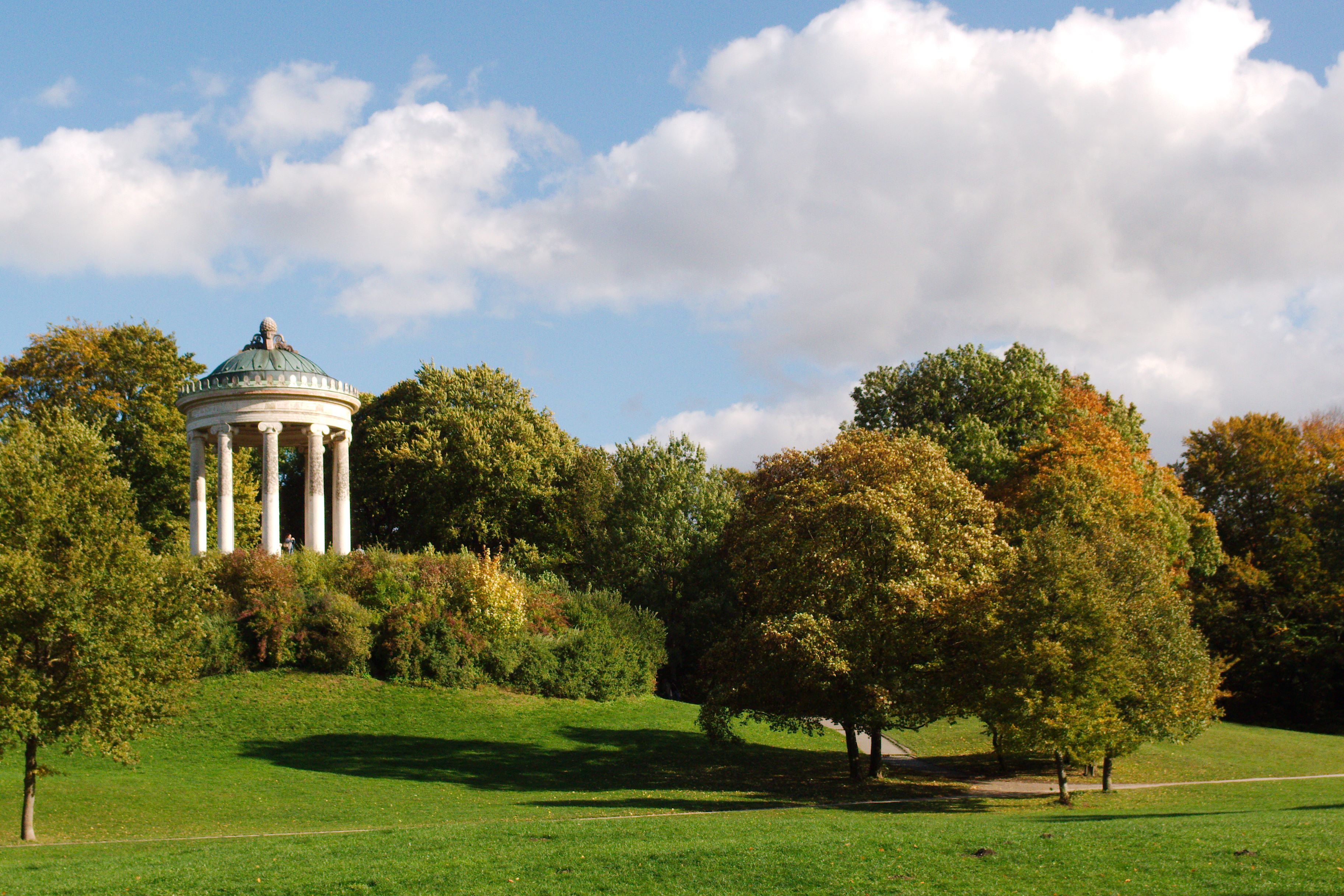
Le Monopteros.

Déjà en 1807, Friedrich Ludwig Sckell avait proposé la construction d'un panthéon. Son petit-fils Carl August Sckell reprit l'idée et l'exposa au roi Louis Ier.
La décision de construire un Monopteros, une gloriette sertie de colonnes, fut prise en 1831 et la première pierre posée un an plus tard. On construisit d'abord des fondations en briques d'une quinzaine de mètres de hauteur, puis on rapporta progressivement de la terre autour pour former une colline. Le bâtiment, d'une hauteur de seize mètres, en style grec, a été dessiné par Leo von Klenze et construit par Kelheimer Kalkstein. L'ouvrage fut terminé en 1836 et la colline engazonnée. Il a été restauré à de nombreuses reprises. Le fait qu'un pan de la colline soit aujourd'hui boisé fait qu'il a en partie perdu son rôle de belvédère et de point de fixation du regard.
Entre le Monopteros et la maison de thé japonaise se trouve une grande pelouse, sur laquelle depuis les années 1960, on croise de nombreux nudistes, ce qui choqua à l'époque. Dans la foulée, cette pelouse devint un lieu de rencontre pour les hippies. C'est ainsi que cette pelouse est devenue un symbole de l'ouverture d'esprit à Munich.

### Maison de thé japonaise

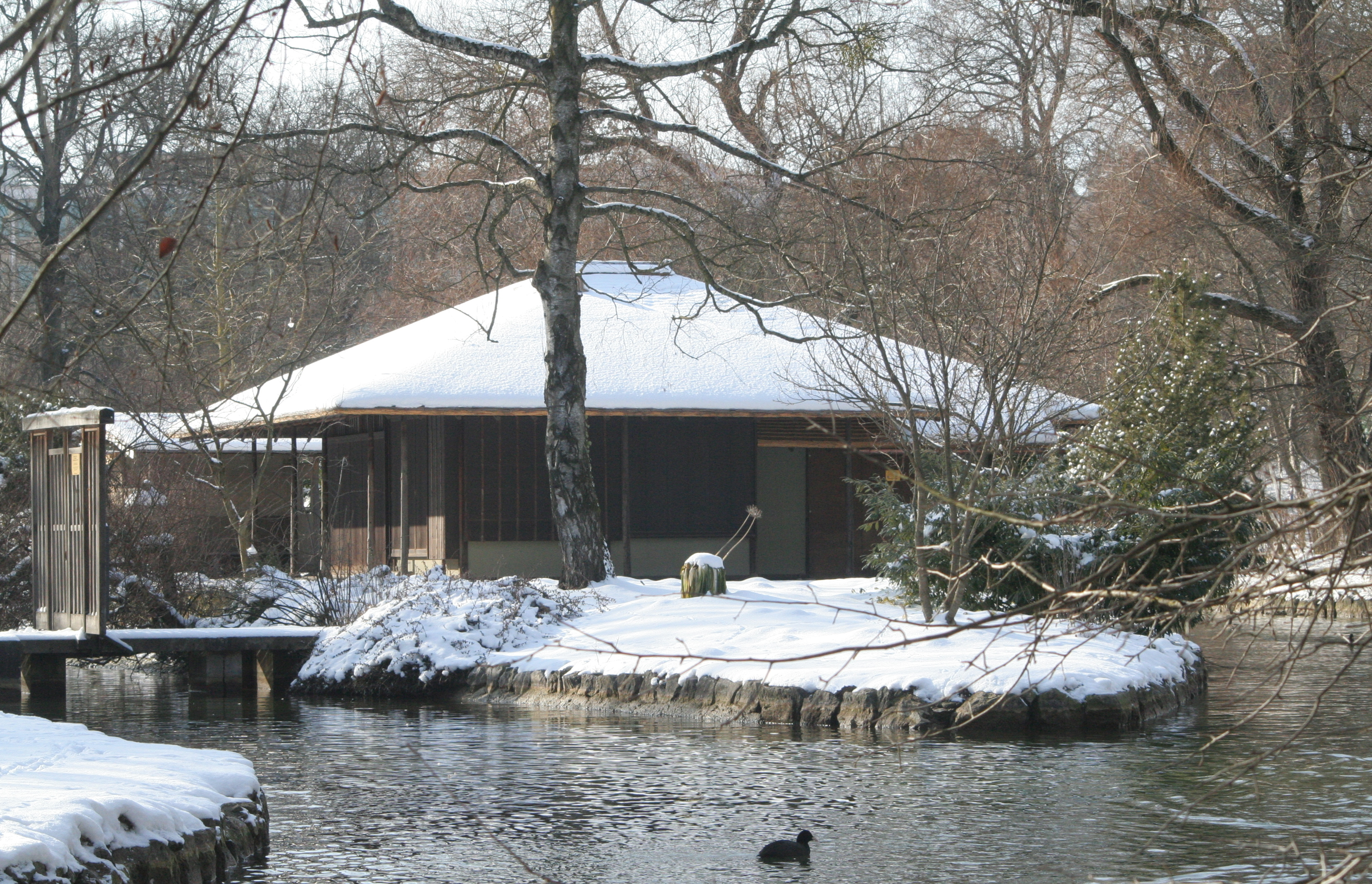
La Maison de thé (« Teehaus ») japonaise.

À l'occasion des Jeux olympiques d'été de Munich en 1972, une maison de thé japonaise fut bâtie et un jardin japonais installé par l’architecte japonais Mitsuo Nomara, ce sur une petite île au bord du Schwabing Bach derrière la maison des Arts de Munich. L'objet de cet aménagement était de faire honneur à la ville de Sapporo, organisatrice des Jeux olympiques d'hiver de 1972 et jumelée avec Munich.
Dans la maison de thé se tiennent régulièrement des chanoyu. Chaque année le 3e dimanche de juillet y ont lieu les fêtes du Japon.